# Paraliparis antarcticus
Paraliparis antarcticus är en fiskart som beskrevs av Regan, 1914. Paraliparis antarcticus ingår i släktet Paraliparis och familjen Liparidae. Inga underarter finns listade i Catalogue of Life.